# Fulminato de mercúrio(II)
Fulminato de mercúrio(II), vulgarmente designado por fulminato de mercúrio é um composto químico de  fórmula Hg(CNO)2, e um explosivo primário, muito sensível à fricção e ao impacto. Utilizado sobretudo como iniciador de outros explosivos em detonadores e espoletas. O cianato de mercúrio(II), apesar de possuir a mesma fórmula química apresenta um arranjo diferente dos seus átomos, os iões cianato e fulminato são isómeros.
Inicialmente utilizado como composto de iniciação em cápsulas de cobre após 1830, o fulminato de mercúrio substituiu rapidamente a pederneira como meio de ignição da pólvora negra em armas de antecarga (carregadas pela boca). Mais tarde, em finais do século XIX e durante grande parte do século XX, foram largamente utilizados o fulminato de mercúrio e/ou clorato de potássio na iniciação de munições de pistolas e espingardas. Ao contrário do clorato de potássio, o fulminato de mercúrio não é corrosivo, porém perde capacidade com o passar do tempo.
Atualmente foi substituído pelo estifnato de chumbo (2,4,5-trinitrorresorcinato de chumbo ou tricinato), azida de chumbo e derivados de tetrazeno, compostos mais eficazes, não-corrosivos, menos tóxicos e mais estáveis ao longo do tempo.

## Obtenção
Para obtê-lo dissolve-se mércúrio metálico em ácido nítrico, e a esta solução adiciona-se etanol. Foi preparado pela primeira vez por Edward Charles Howard em 1800. A estrutura cristalina deste composto foi determinada apenas em 2007. O fulminato de prata pode ser preparado da mesma maneira, mas este sal é ainda mais instável do que o fulminato de mercúrio.